# Jerusalém (distrito)

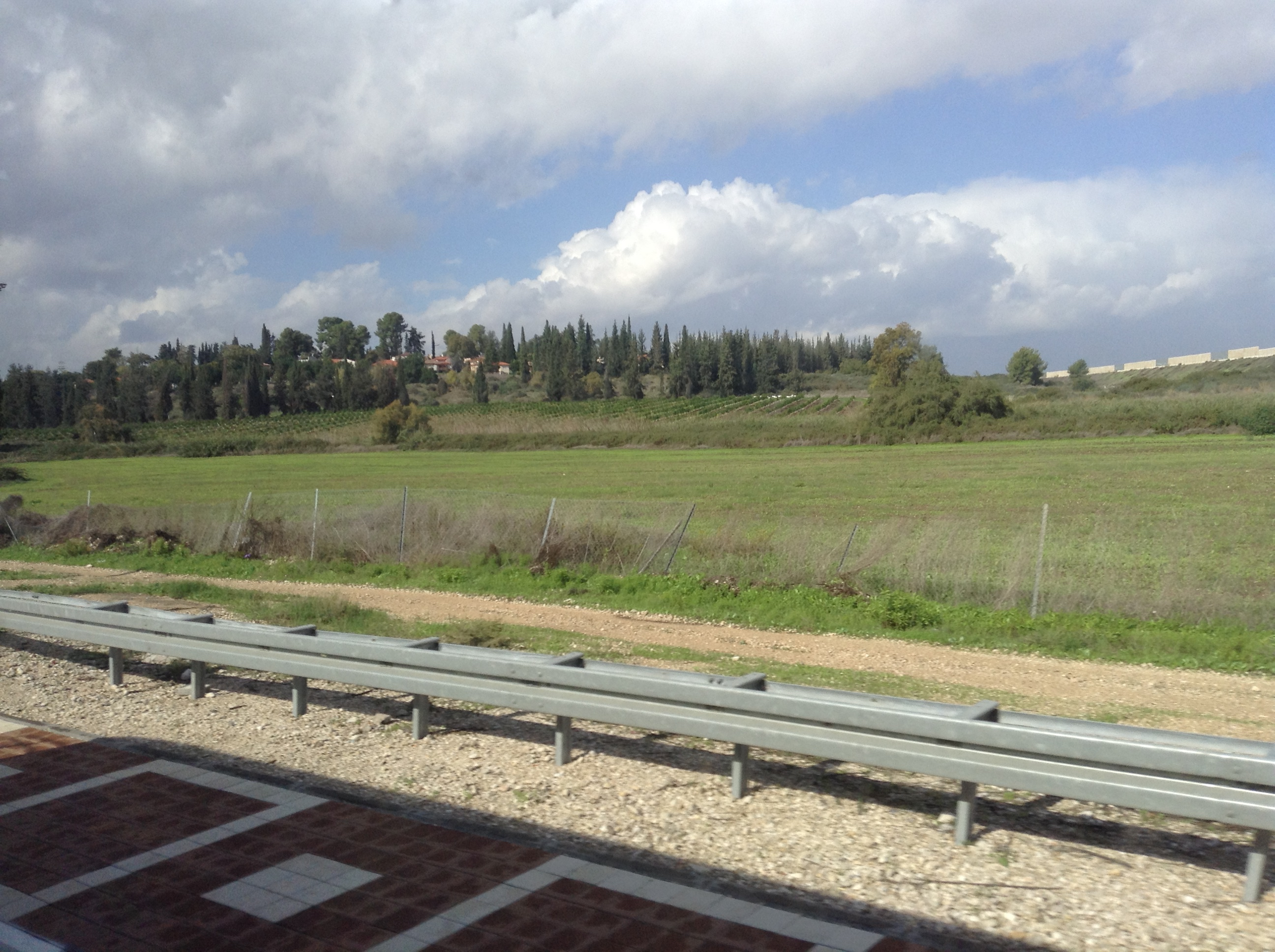
Uma das rotas do distrito de Jerusalém para Asdode.

O Distrito de Jerusalém (hebraico: מחוז ירושלים; árabe: منطقة القدس) é um dos seis distritos administrativos de Israel. A capital distrital é Jerusalém. Sua área é de 652 km² (incluindo Jerusalém Oriental, administrada por Israel desde 1967). Sua população é de 1.159.900 habitantes e é composta por 66,3% de judeus e 32,1% de árabes (a população não-judia inclui 28,3% muçulmanos, 1,8% cristãos e 1,4% não classificada por religião).

## Sub-regiões administrativas
| Cidades                  | Conselhos locais                               | Conselhos regionais |
| ------------------------ | ---------------------------------------------- | ------------------- |
| - Jerusalém - Bete-Semes | - Abu Ghosh - Mevaseret Zion - Quiriate-Jearim | - Mateh Yehuda      |